# イッツ・オンリー・ロックンロール (小説)
『イッツ・オンリー・ロックンロール』は、東山彰良による日本の小説。音楽小説。青春小説。
2007年7月に光文社より刊行され、2010年2月20日に光文社文庫より文庫化された。
「エド・サリヴァン・ショーでのローリング・ストーンズとドアーズの選択はどちらが正しかったと思う?」…かつての仲間に投げかけられた質問に答えられなかった青木満。思いがけずに転がり込んだチャンスを掴むために、彼にも選択が迫られる。
また東山自身が、RKBラジオにてパーソナリティを務める文学、音楽、映画を語るラジオ番組にも、同タイトル『東山彰良 イッツ・オンリー・ロックンロール』がそのまま用いられている。

## あらすじ
博多の保健所がダイナマイトで焼かれたテロが起きた夜、売れないロックバンドであるロウ・マインズ（RAW・MINDS）を続けるミッチー（青木満）と矢加部典男はその現場のそばにいた。
犯人とぶつかり、犯人が現場に落としていったスポーツバッグの中に、その日彼らが中学校の同窓会で売り損ねたアルバム『ロイマインド・バスタード』のCDが紛れ込んだことで、今まで誰にも見向きもされなかったその作品が、テロリストとその犯行に影響を与えた作品として、注目を集めてゆく。
出所したバンドメンバーのべっさん（別府栄一）が復帰し、西新でのライブを成功させた、ロウ・マインズ。そんな満の元にテロ事件の主犯格の女が接触してくる。
スタンガンで気絶させられた満が再び目を覚ました時、手足を縛り付けられ、口にはダイナマイトを咥えさせられていた。

## 主な登場人物
青木 満（あおき　みちる）
RAW・MINDSのヴォーカル兼ギタリスト。通称はミッチー。ストラトキャスターを愛用する。自分達の演るロックが売れ線ではない事を自覚している。
矢加部 典男（やかべ のりお）
RAW・MINDSのドラマー。質の良いニラ、水菜を栽培する農家。収入はメンバーの中では一番安定している。自閉症の気があり、人付き合いに難がある。
別府 栄一（べっぷ えいいち）
RAW・MINDSのベーシスト。通称はべっさん。刑務所から出所したばかりのけんかっ早い問題児。精神を病んだ恋人、南和美を連れている。
花屋 慎吾（はなや しんご）
RAW・MINDSの元メンバー。通称はジャンゴ。現在は人気ロックバンド・エクソダスのベーシスト。ジャンゴの由来はジャンゴ・ラインハルトとは全く関係がない。最新のヒット曲は、最低の歌詞が特徴の『フーチー・クーチー・ベイビー』
山下 沙織（やました さおり）
ミチルの元カノ。ジャンゴとも関係を持っていた事もある。既婚。
甲本 ゆい（こうもと ゆい）
保健所を爆破したテロリストとして警察に追われる。

## エド・サリヴァン・ショー
保守的ではあるが、全米で放送されていた人気番組。ローリング・ストーンズとドアーズは、番組への出演条件として過激な歌詞の変更を、司会のエドに求められた。バンド内外の不祥事が続いていたローリング・ストーンズは、イメージ回復のために、エドの提案を受け入れ、『夜をぶっとばせ』の歌詞を変更して演奏したが、ドアーズは、条件に従うふりをしてエドを出し抜き、出禁覚悟で『ハートに火をつけて』の歌詞を変えずに、そのまま演奏した。

## 音楽を題材とした類似の作品
- ジャンゴ／花村萬月
- ハードラック・ウーマン／栗本薫
- ロックス／山川健一

## 書籍情報
東山 彰良　『イッツ・オンリー・ロックンロール』
- 単行本：2007年4月18日発売、光文社、ISBN 9784334925628
- 文庫本：2010年2月9日発売[1]、光文社文庫、ISBN 978-4334-74728-2
文庫本カバーデザイン 鈴木正道(Suzuki Design)
文庫本カバーフォト　Bruece Davidson